# Мамытов, Максут
Максут Мамытов (1927 год, Джурунский район, Актюбинская область, Киргизская АССР, РСФСР, СССР — 1997) — колхозник, чабан «Джурунский», Герой Социалистического Труда (1971). Заслуженный работник сельского хозяйства Казахской ССР.

## Биография
Родился в 1927 году. С раннего возраста стал работать в колхозе «Жанажол» Джурунского района Актюбинской области. С 1952 года трудился учётчиком тракторной бригады совхоза «Джурунский» Мугоджарского района. В 1955 году был назначен старшим чабаном колхоза «Джурунский».
В 1970 году в ведении Максута Мамытова находилось 790 овец. В этом году он вырастил 130 ягнят от 100 овцематок и собрал в среднем по 4,5 килограммов шерсти с каждой овцы. За этот доблестный труд был удостоен в 1971 году звания Героя Социалистического Труда.
В 1967 и 1972 году участвовал во всесоюзной выставке ДНХ, где получил Золотую медаль. В 1968 году вступил в КПСС. В 1973 году был удостоен звания Заслуженный работник сельского хозяйства Казахской ССР.
В 1975 году он вырастил в среднем 156 ягнят от 100 овцематок.
Был делегатом XIV съезда Компартии Казахстана.

## Память
В 1973 году в Мугоджарском районе была учреждена премия имени Максута Мамытова, которая вручалась отличившимся чабанам.

## Награды
- Герой Социалистического Труда — Указом Президиума Верховного Совета СССР «О присвоении звания Героя социалистического Труда передовикам сельского хозяйства Казахской ССР» от 8 апреля 1971 года за выдающиеся успехи, достигнутые в развитии сельскохозяйственного производства и выполнении пятилетнего плана продажи государству продуктов земледелия и животноводства удостоен звания Героя Социалистического Труда с вручением ордена Ленина и золотой медали «Серп и Молот»[1].;
- Орден Ленина (1971);
- Медаль «За доблестный труд в Великой Отечественной войне 1941—1945 гг.»;
- Медаль «За трудовое отличие»;
- Золотая медаль ВДНХ.